# Collegio plurinominale Lazio 2 - 02 (2020)
Il collegio elettorale plurinominale Lazio 2 - 02 è un collegio elettorale plurinominale della Repubblica italiana per l'elezione della Camera dei deputati.

## Territorio
Come previsto dalla legge n. 51 del 27 maggio 2019, il collegio è stato definito tramite decreto legislativo all'interno della circoscrizione Lazio 2.
Il collegio comprende la zona definita dai tre collegi uninominali Lazio 2 - 03 (Latina), Lazio 2 - 04 (Frosinone) e Lazio 2 - 05 (Terracina) quindi le intere province di Frosinone e di Latina.

## XIX legislatura

### Risultati elettorali
- Dati relativi a 1.008 sezioni su 1.009.

|                               | Fratelli d'Italia                                       | 154 711 | 31,66 | 1 | 265 670 | 54,36 | 3 |  |  |
|                               | Forza Italia                                            | 60 430  | 12,36 | 1 | 265 670 | 54,36 | 3 |  |  |
|                               | Lega per Salvini Premier                                | 48 342  | 9,89  | 1 | 265 670 | 54,36 | 3 |  |  |
|                               | Noi Moderati                                            | 2 187   | 0,45  | – | 265 670 | 54,36 | 3 |  |  |
|                               | Partito Democratico - Italia Democratica e Progressista | 67 247  | 13,76 | 1 | 91 531  | 18,73 | – |  |  |
|                               | Alleanza Verdi e Sinistra                               | 12 298  | 2,52  | – | 91 531  | 18,73 | – |  |  |
|                               | +Europa                                                 | 9 062   | 1,85  | – | 91 531  | 18,73 | – |  |  |
|                               | Impegno Civico – Centro Democratico                     | 2 924   | 0,60  | – | 91 531  | 18,73 | – |  |  |
|                               | Movimento 5 Stelle                                      | 81 019  | 16,58 | 1 | 81 019  | 16,58 | – |  |  |
|                               | Azione - Italia Viva                                    | 30 636  | 6,27  | – | 30 636  | 6,27  | – |  |  |
|                               | Italexit                                                | 8 208   | 1,68  | – | 8 208   | 1,68  | – |  |  |
|                               | Unione Popolare                                         | 6 448   | 1,32  | – | 6 448   | 1,32  | – |  |  |
|                               | Italia Sovrana e Popolare                               | 5 222   | 1,07  | – | 5 222   | 1,07  | – |  |  |
| Totale                        | Totale                                                  | 488 734 | 100   | 5 | 488 734 | 100   | 3 |  |  |
|                               |                                                         |         |       |   |         |       |   |  |  |
| Voti non validi               | Voti non validi                                         | 16 260  | 3,22  |   |         |       |   |  |  |
| Votanti                       | Votanti                                                 | 504 994 | 61,27 |   |         |       |   |  |  |
| Elettori                      | Elettori                                                | 824 152 |       |   |         |       |   |  |  |
|                               |                                                         |         |       |   |         |       |   |  |  |
| Data: 25 settembre 2022       |                                                         |         |       |   |         |       |   |  |  |
| Fonte: Ministero dell'interno |                                                         |         |       |   |         |       |   |  |  |

### Eletti

#### Eletti nei collegi uninominali
Eletti nella coalizione di centro-destra (FdI - Lega - FI - NM)
| Collegio uninominale | Eletto | Eletto             | Partito           |
| -------------------- | ------ | ------------------ | ----------------- |
| 3. Latina            |        | Chiara Colosimo    | Fratelli d'Italia |
| 4. Frosinone         |        | Massimo Ruspandini | Fratelli d'Italia |
| 5. Terracina         |        | Nicola Ottaviani   | Lega              |

#### Eletti nella quota proporzionale
| Fratelli d'Italia                     | Movimento 5 Stelle | Partito Democratico-IDP | Forza Italia      | Lega           |
| ------------------------------------- | ------------------ | ----------------------- | ----------------- | -------------- |
|                                       |                    |                         |                   |                |
| Francesco Lollobrigida Paolo Pulciani | Ilaria Fontana     | Matteo Orfini           | Patrizia Marrocco | Giovanna Miele |

1. ↑  Per insufficienza di candidati nel collegio plurinominale Veneto 1 - 01, il terzo seggio spettante alla lista viene assegnato all'interno del collegio plurinominale Lazio 2 - 02